# Musée d'Histoire de Gérone
 (avril 2022).
Causes possibles :
- Rédaction non-neutre car ne respectant pas la synthèse équilibrée attendue.
- Plan structurant la page comme une brochure promotionnelle ou une plaquette institutionnelle.
- Nombreuses informations sans réelle pertinence encyclopédique et pourtant montées en épingle. Ceci peut notamment se faire en recourant à des sources primaires ou non centrées, ou encore à un « cherry picking » des sources ; dans certains cas, cette utilisation des sources peut même donner lieu à une « synthèse inédite ».

Rappel : la pertinence des informations est à démontrer par des sources secondaires indépendantes et de qualité traitant le sujet.
Le Musée d'Histoire de la ville de Gérone se situe au cœur du vieux quartier, dans un bâtiment singulier qui abrite l'ancien couvent Saint-Antoine de frères capucins datant du XVIIIe siècle, et dont certains espaces surprenants comme le cimetière, le cloître et la citerne sont encore debout.

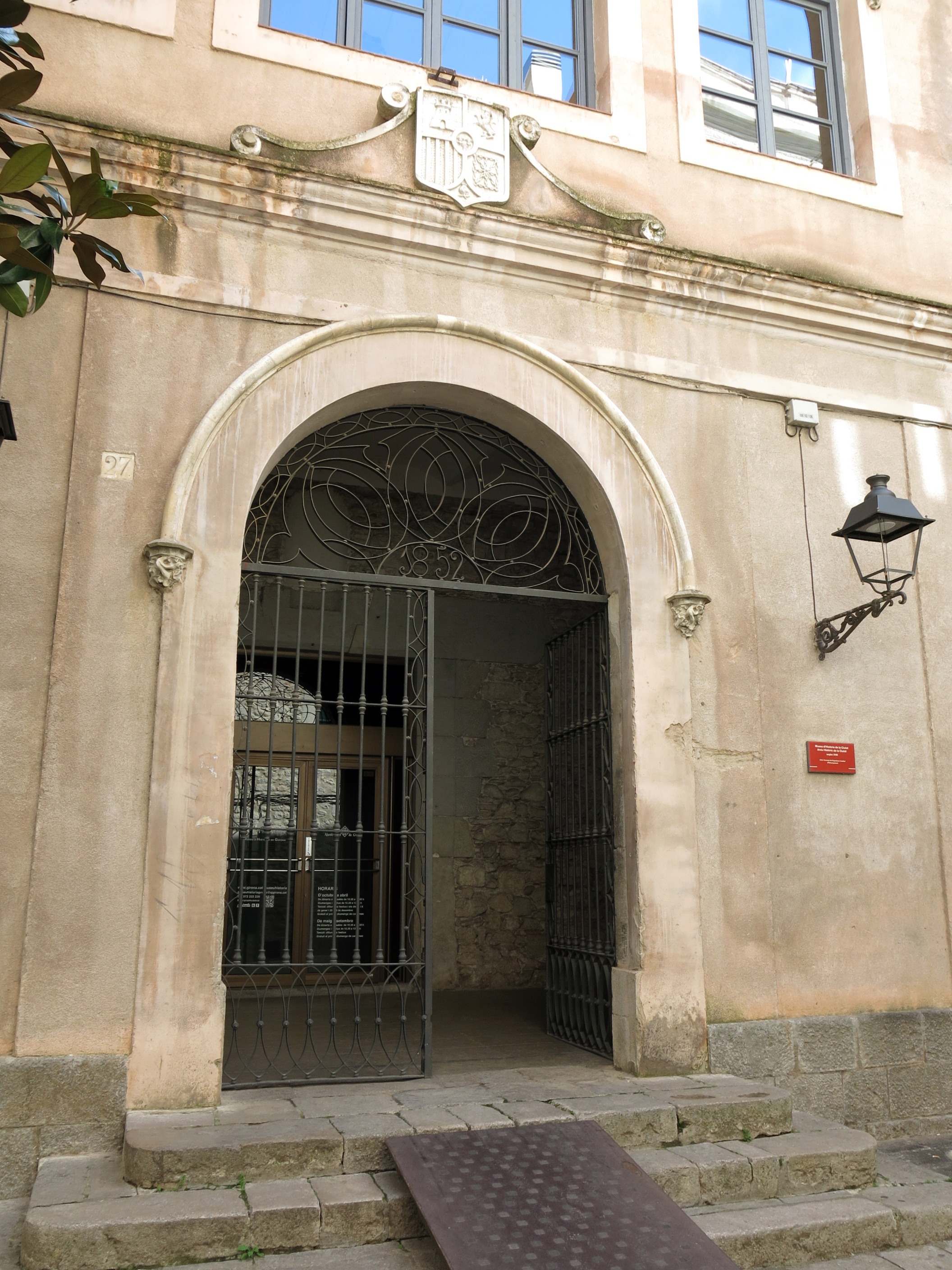
Façade de l'ancienne Maison Cartellà, siège de l'actuel Musée d'Histoire de Gérone.

## Le musée
Le musée explique le processus de formation de la ville de Gérone, de l'époque romaine à la transition vers la démocratie, à travers un parcours chronologique ponctué de plusieurs espaces thématiques. Il abrite une salle consacrée à l'imagerie festive de la ville, ainsi qu'une salle sur la sardane et la cobla.  Les salles du musée sont réparties entre le bâtiment principal et les espaces du musée consacrés à la guerre civile espagnole, qui font partie du Réseau d'espaces de mémoire démocratique : l'abri anti-aérien du Jardin de l'enfance, la prison provinciale et la fosse commune de l'ancien cimetière. Le musée propose un grand éventail d'activités. Les expositions temporaires investissent différents espaces du musée : la salle d'exposition, la charbonnière, la citerne et la cave..

## Parcours par le musée

### Un bâtimentemblématique[réf.nécessaire]
L'histoire de ce bâtiment est très singulière. On y trouve des restes de la muraille romane construite à la fin du IIe siècle ou au début du IIIe siècle. Au XVe siècle, c'est l'impressionnant manoir gothique de la famille Cartellà ; plus tard, vers 1753, il devient le couvent Saint-Antoine de frères capucins. Certains espaces de l'ancien couvent sont encore en très bon état et visibles dans l'enceinte du musée. Le cimetière, réalisé suivant le concept baroque de la mort, est peut-être le plus emblématique d'entre eux. La citerne est un intéressant modèle de citerne souterraine dont les voûtes en pierre reposent sur des colonnes. Il s'agissait de la plus grande du bâtiment, elle recueillait et stockait les eaux de pluie permettant d'alimenter le couvent, le cloître et la charbonnière en eau. À la fin du XIXe siècle, on le transforme en centre d'enseignement secondaire. Pendant la guerre civile espagnole, la charbonnière est aménagée en abri anti-aérien où les élèves et les professeurs du centre, ainsi que les habitants du quartier peuvent aller se réfugier. Enfin, depuis 1981, il abrite le Musée d'Histoire de la ville de Gérone.

### Le cimetière capucin
Construit en 1753, c'est le seul exemple de Catalogne conservé intégralement. On l'associe au couvent Barberini de Rome et à celui de Palerme, en Sicile. Situé au rez-de-chaussée autrefois souterrain, il est bordé de dix-huit niches verticales dont les bancs sont percés. Selon le rite pratiqué par l'ordre à partir du XVIe siècle, on y asseyait les frères défunts jusqu'à ce que leurs corps se dessèchent. Après deux ans, on les recouvrait d'habits religieux. Ils devenaient alors des objets de contemplation invitant à la réflexion et à la dévotion. Ce rite respectait les canons du concept baroque de la mort et invitait à la réflexion, à la quête de la vie éternelle.

### La Gérone romaine
Gerunda, fondée au début du Ier siècle av. J.-C., se situe à un point stratégique permettant de contrôler l'axe de communication terrestre nord-sud. Les fondateurs romains ont construit de puissantes murailles en respectant le terrain naturel, ce qui a donné  lieu à une ville quasi-triangulaire. La population de Gerunda a parfois compté entre mille et deux mille habitants. Le tracé urbain de la ville était régulier avec des rues parallèles et perpendiculaires. Le noyau urbain constitue le centre administratif, économique, religieux et social d'un territoire vaste et complexe. Le suburbium de Gerunda correspondait à la couronne circulaire, d'un rayon de cinq kilomètres, où s'élevaient de grandes villas de caractère. Elles ressemblaient plus à un grand manoir urbain qu'à un établissement agricole.

### La Gérone médiévale, la clef du royaume
Plus de sept cents ans séparent la Parva Gerunda de la ville du XVIe siècle. Entre-temps, Gérone a traversé des siècles de continuité et de changements qui ont profondément marqué son aspect et son visage urbain actuels. Ville de frontière vers le sud ou vers le nord, épicentre de l'organisation ecclésiastique, comtale et royale, centre économique et foyer de cultures, la ville de Gérone médiévale nous montre son identité première : être la clé du royaume. L'intégration de la ville au sein du Royaume des Francs en 785 crée un lien direct avec les centres européens. Ce fait déterminant dans l'histoire de Gérone, commun au reste de la Catalogne Ancienne, vient renforcer sa condition de clef du royaume et d'enceinte stratégique au sein d'une frontière qu'elle a  surveillée vers le sud jusqu'au XIIe siècle. Le danger est cependant venu du nord, comme en 1285, ou d'ailleurs, avec le début de la guerre civile catalane en 1462.

### La Gérone moderne, de l'atelier au bastion
La Gérone de l'époque moderne a toujours été l'une des grandes capitales de la principauté de Catalogne, même si elle a perdu une certaine importance au cours de cette période, du moins en termes de population. Dès la seconde moitié du XVIIe siècle, la ville devient une grande place stratégique, surtout à la suite des guerres périodiques avec la France. La ville affairée du XVIe siècle, spécialisée dans la production de tissus de laine, se transforme ainsi en capitale militaire à partir de la seconde moitié du XVIIIe siècle. De l'atelier au bastion, quelle séquence.

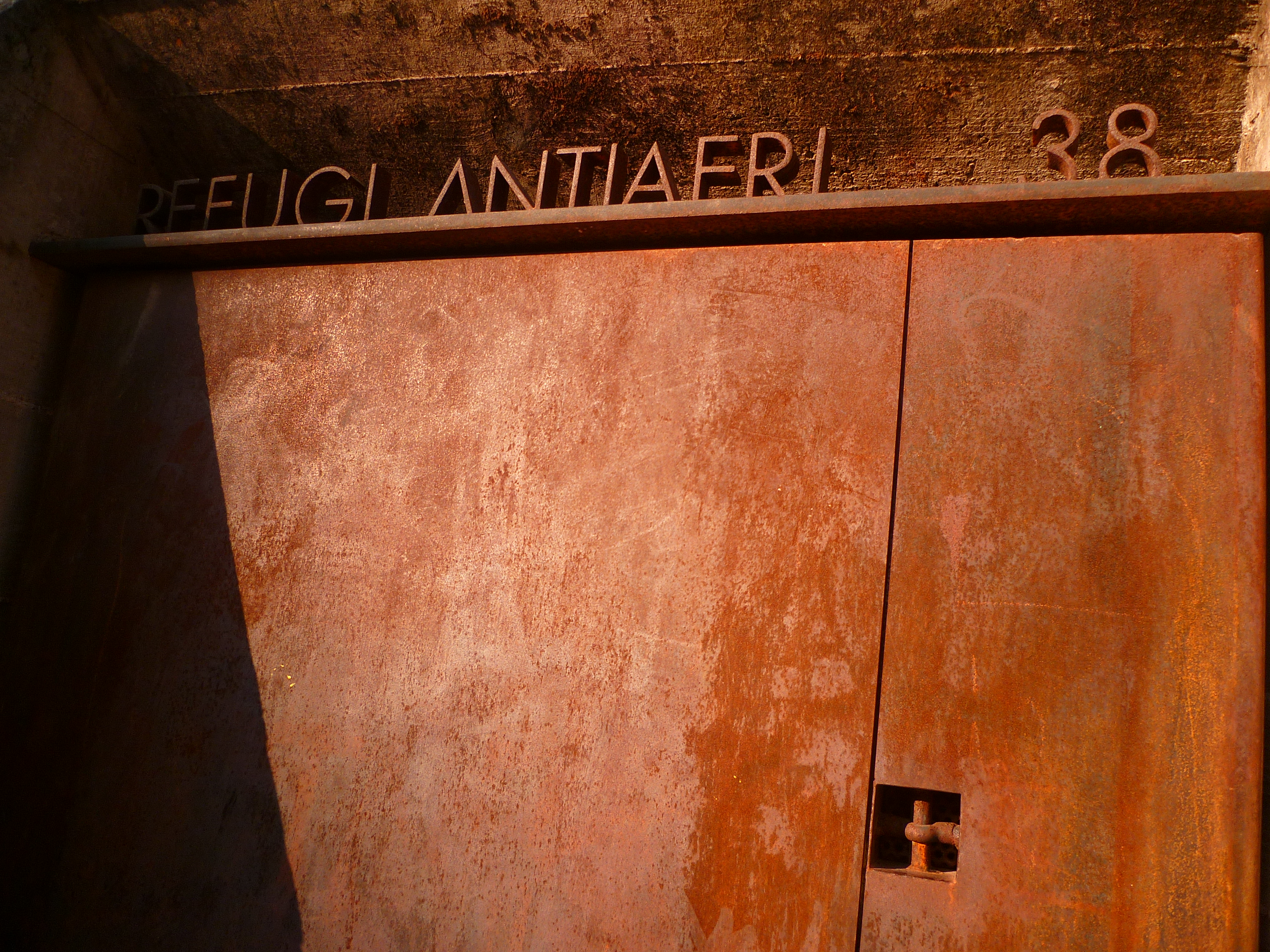
Entrée au Refuge anti-aérien du Jardin de l'Enfance

### Modernisme et Noucentisme. 1900-1923
Durant le premier tiers du XXe siècle, le progrès démographique, urbain et commercial de la ville se manifeste dans différents domaines de la culture, avec une représentation émergente d'associations littéraires, artistiques, musicales, sportives et éducatives. Il convient également de souligner les apports intellectuels de Carles et Darius Rahola, Prudenci Bertrana, Miquel de Palol, Josep Tharrats, Xavier Montsalvatge et Rafael Masó. Avec l'apparition du Modernisme et, plus tard, du Noucentisme, Gérone devient le second centre culturel de Catalogne.

### Gérone contemporaine
Après la défaite des Républicains qui marque la fin de la guerre civile, l'instauration du Nouvel état franquiste entraîne une fracture historique sans précédent. À Gérone, comme dans le reste de l'Espagne, les deux premières décennies de la dictature voient la plupart de la population dominée par la peur, la répression et les difficultés économiques. La société, dirigée par un système politique à la volonté totalitaire et à la vocation fortement nationaliste, tente de survivre jour après jour. Comme dans l'Allemagne nazie et l'Italie fasciste, le franquisme anéantit tout signe de liberté démocratique.

## Œuvres et objets remarquables
- Rue Cúndaro. Cette artiste polonaise explore et étudie la ville en profondeur, puis commence une série de vues picturales dans un style tout à fait personnel, basé sur l'immédiateté et l'agitation du trait et sur un lyrisme aigre-doux des scènes géronaises, comme ce carrer de Cúndaro. Depuis le XIXe siècle, la péninsule Ibérique a accueilli un nombre important de voyageurs européens qui, séduits par l'exotisme espagnol, ont représenté artistiquement leur perception des différents recoins de territoire, comme le dessinateur Gustave Doré ou l'artiste peintre Sophia Dunbar. En ce qui concerne Gérone, le cas le plus paradigmatique est celui de la polonaise Mela Mutermilch. En 1914, elle arrive dans la ville en provenance de Paris ; peintre reconnue, elle expose à  la Galerie Athenea.
- Le grand jour de Gérone. Avec La batalla de Tetuan (La bataille de Tetuan) (1862-1864), de Marià Fortuny, le tableau El gran dia de Girona (Le grand jour de Gérone), de Ramon Martí Alsina, contemporain du précédent et bien qu’inachevé, est l'œuvre de plus grande envergure de la peinture catalane sur toile. Elle est actuellement exposée à l'Auditorium Josep Irla de Gérone. La toile exposée ici est l'une des onze peintures que Martí Alsina a réalisées, en plus de nombreux dessins et ébauches, pour la préparation du grand tableau historique sur la guerre d'indépendance espagnole. La toile, à cheval entre le romantisme et le réalisme, situe le général Álvarez de Castro au centre de la scène, visitant le champ de bataille, le 19 septembre 1809, au milieu des défenseurs de la ville et des français abattus lors de leur assaut infructueux.
- Blason impérial. Ennemi d'Espagne et de France. Au XIIe siècle, Gérone et la Catalogne passent constamment de la monarchie française à l'espagnole. C'est tout le drame de se trouver entre deux grandes puissances impérialistes.
- Imploration. Cette sculpture est un exemple d’épure formelle, avec une conception très personnelle du traitement de la figure humaine, notamment féminine, l'axe iconographique de sa courte trajectoire. Le sculpteur Fidel Aguilar (Gérone, 1894-1917) est né le 20 juillet 1894. Depuis 1983, le Musée d'histoire dispose d'un espace consacré à cet artiste géronais. Tailleur de métier, il était, conjointement à l'architecte Rafael Masó, le plus grand représentant de l'esprit noucentiste géronais. Son œuvre laisse entrevoir des influences modernistes, symbolistes et de la Sécession viennoise.
- Miquel de Palol. Sculpture en pied de Miquel de Palol, œuvre originale de Guinó. Il s'agit d'un excellent portrait aux traits impressionnistes. Guinó y reflète une étape précise de la vie de l'important homme de lettres géronais. Celui-ci, debout, le corps légèrement incliné, tient un livre dans son dos. La famille de Palol conservait l'original en gypse réalisé par Guinó en 1910 ; elle en a fait don à la Mairie de Gérone en 2013. La mairie en a fait faire un tirage en bronze, qui a été placé au Musée d'histoire et est exposé dans les salles consacrées à l'art et la culture du Modernisme et du Noucentisme à Gérone.
- Portrait de l'évêque Lorenzana. Le Musée d'histoire de Gérone a incorporé à ses salles un portrait de l'évêque Tomás de Lorenzana. Cette peinture est attribuée à Manuel Tremulles (vers. 1764), disciple d’Antoni Viladomat. Dans cette œuvre, l'évêque montre avec fierté les plans de la chapelle Sant Narcís de l'église Sant Feliu, une des œuvres les plus significatives de son patronage, avec la construction de l'hospice, projets liés à l'idéologie académique de l'architecte Ventura Rodríguez.
- Tenora métallique. Josep Coll i Ligora est le créateur de la tenora métallique, un grand compositeur et un excellent interprète. Josep Coll a joué de cette tenora vingt-six ans de suite. La construction de l'instrument a été prise en charge par Francesc Pujol  (directeur de´l’Orfeó Català) et Josep Serra (directeur de la Cobla Barcelona). La tenora métallique a provoqué une importante polémique entre sardanistes et musiciens, avec des arguments pour et contre. L'instrument a été construit afin d’améliorer la justesse et d'obtenir un son plus homogène et brillant en perforant les trous et en les espaçant différemment.
- Notre Dame du Rosaire. Le culte de Notre Dame du Rosaire fut le plus important et le plus répandu de toute l'époque moderne. À Gérone, la Confrérie du Rosaire avait pour siège l'église du couvent de Sant Domènec. Cette sculpture, datant de la fin du XVIe siècle, est un bel exemple de cette dévotion.
- Mosaïque de pavement Can Pau Birol. Elle représente une course de quadriges dans le Circus Maximus de Rome. À côté des quadriges, on peut lire le nom de l'aurige et du meilleur cheval de chaque attelage. Le quadrige conduit par Filoromus, de la faction blanche, et tiré par le cheval Pantaracus, est le vainqueur de la compétition, suivi par celui de la faction rouge, avec Torax et le cheval Polistefanus. On trouve ensuite la faction bleue avec le conducteur Calimorfus et le cheval Patynicus. Et finalement, la faction verte de l'aurige Limenius avec le cheval Euplium.
- L'Ange de la cathédrale. Sculpture baroque en bronze réalisée par Ramon Salvatella en 1764. Elle se trouve dans un état de détérioration avancé en raison de l'emplacement qu'elle a occupé. Ses vêtements lui confèrent un aspect monumental. Sa forme est légèrement disproportionnée dans le but de corriger un effet d'optique, car la statue devait être vue da sotto in su, c'est-à-dire en contre-plongée. On peut observer cette correction sur les deux détails anatomiques suivants : position haute de la ceinture et du ruban, et l'avancement de la jambe gauche, en forme d'angle, dans le but de créer une plus grande sensation de volume.
- Vierge à l'enfant. Haut-lieu de la Catalogne artistique médiévale, Gérone conserve encore des pièces de l'art roman et gothique particulièrement remarquables. Au Moyen Âge, la ville est une pièce-clef dans le système culturel et littéraire du pays.
- Horloge de la cathédrale. Construite à la fin du XVe siècle par les plus grands maîtres de la cathédrale, cette horloge a depuis été rénovée à maintes reprises : la plus importante rénovation a été réalisée par Antoni Pafoi en 1783. Au début du XXe siècle, le Géronais Joan Fabra restaure le mécanisme de l'horloge, qui fonctionnera jusqu'en 1985.
- Raimunda Nouvilas De Pagès. Raimunda Nouvilas de Pagès fut commandante du deuxième escadron de la Compagnie de la Conception, composé des héroïnes de Santa Barbara, qui avait pour mission de défendre les bastions de Figuerola et de la Sainte-Croix, ainsi que le pan de mur qui les séparait.
- Turbine hydraulique de type « Fontaine ». Pendant la seconde moitié du XIXe siècle, Gérone commence à appliquer certaines des nouvelles découvertes de l'ère industrielle. L'ingénieur Narcís Xifrà réalise avec succès les tout premiers essais d'éclairage électrique public, de télégraphie et de téléphonie en Catalogne. Par ailleurs, en 1843, la société La Gerundese ouvre la première usine à papier équipée de machines à papier en continu.
- La cobla et la sardana. Musique et danse à Gérone. Salle consacrée à la sardane, très utile pour comprendre ce qu'est la cobla. On y explique également l'évolution de l'utilisation et de la production d'instruments à vent en Catalogne Ancienne au cours des trois derniers siècles, avec une collection unique d'instruments composée de chalemies de chapelle parfaitement conservées, de vieux tibles, des premières tenoras, ainsi que plusieurs pièces fabriquées par Turón, Catroi et d'autres célèbres facteurs d'instruments.